# 佛海佛瑞
佛海佛瑞是一家总部位于法国的广告公司，在上海与巴黎都有业务。公司以其创立者Frédéric Raillard 与 Farid Mokart命名。
目前公司有雇员300人。

## 奖项
佛海佛瑞获得了包括D&AD Pencils 与 Cannes Lions在内的一些大奖。